# Picloram
Il picloram è un erbicida sistemico usato per il controllo di infestanti arbustive, venduto con i nomi commerciali Tordon e Grazon. È efficace anche per il controllo di un ampio spettro di infestanti a foglia larga, ma la maggior parte delle erbe sono resistenti.  Derivato dell'acido picolinico, il picloram appartiene alla famiglia degli erbicidi piridinici.
Il picloram può essere spruzzato sul fogliame, iniettato nei fusti delle piante, applicato su superfici di tagli od alla base della pianta dove percolerà fino alle radici. Una volta assorbito dalle foglie, fusti o radici, il picloram è trasportato attraverso la pianta. 
Durante la guerra del Vietnam, una mistura di picloram e 2,4-D, conosciuto come Agente Bianco, era irrorato sopra la vegetazione che aveva resistito all'Agente Arancio (2,4,5-T e 2,4-D). 
Il picloram è moderatamente tossico per gli occhi e la pelle. Non c'è traccia documentale di intossicazione umana da picloram per cui i sintomi da esposizione sono difficilmente caratterizzabili. Una possibile conseguenza dell'esposizione diretta a forti dosi di picloram è la comparsa di nausea. 
Il picloram è il più resistente della sua famiglia di erbicidi. Non impregna il suolo ma può filtrare nella falda acquifera. Nel suolo e nell'acqua viene degradata dall'azione microbica. Il picloram ha scarsa tendenza ad accumularsi nella fauna acquatica.
I giardinieri che usano lo stabbio come fertilizzante dovrebbero accertarsi che gli animali dai quali è ricavato non abbiamo pascolato in campi trattati con picloram o non siano stati nutriti con fieno trattato con picloram, dal momento che lo stabbio potrebbe risultare potenzialmente erbicida.